# Koki Saito
Koki Saito (斉藤 光毅 Saito Koki?), född 10 augusti 2001 i Tokyo, är en japansk fotbollsspelare.
I maj 2019 blev han uttagen i Japans trupp till U20-världsmästerskapet 2019.